# (2573) Hannu Olavi
(2573) Hannu Olavi (1953 EN) – planetoida z pasa głównego asteroid okrążająca Słońce w ciągu 5,24 lat w średniej odległości 3,01 j.a. Odkryta 10 marca 1953 roku.